# Poland (album)
Albums de Tangerine Dream
 Hyperborea
(1983)  Le Parc
(1985)
Poland est un double album (version vinyle, réédité en 1 CD en 1996) public du groupe Tangerine Dream sorti en 1984. Tous les titres sont inédits.

## Titres
Toutes les chansons sont écrites et composées par Froese, Franke, Schmoelling.
| 1.    | Poland    | 22:20 |
| 2.    | Tangent   | 19:52 |
| 3.    | Barbakane | 13:49 |
| 4.    | Horizon   | 20:49 |
| 76:50 |           |       |

## Artistes
- Edgar Froese
- Christopher Franke
- Johannes Schmoelling